# Cyornis oscillans
El papamoscas de Flores (Cyornis oscillans) es una especie de ave paseriforme de la familia Muscicapidae endémica de algunas de las islas menores de la Sonda centrales. Hasta 2010 se clasificaba en el género Rhinomyias.

## Distribución y hábitat
Es endémica de algunas de las islas menores de la Sonda (Indonesia).

## Subespecies
Se reconocen las siguientes:
- C. o. oscillans (Hartert, 1897) - se encuentra en Sumbawa y Flores;
- C. o. stresemanni (Siebers, 1928) - localizado en Sumba.